# William Smith
William Smith, angleški geolog, * 23. marec 1769, Churchill, Oxfordshire, Oxfordshire, Združeno kraljestvo, † 28. avgust 1839, Northampton.
Smith velja za očeta sodobne geologije. Bil je sin vaškega kovača, ki je med svojim delom kot zemljemerec odkril univerzalno načelo biostratigrafije (določitev zaporedja plasti kamnin s fosili). Leta 1815 je Smith objavil prvi mineraloški zemljevid. Ker ni imel diplome, ga je znanost priznala komaj 8 let pred njegovo smrtjo.